# Olympische Sommerspiele 1988/Teilnehmer (Venezuela)
| Gelbes Symbol für Goldmedaillen mit stilisierten Olympischen Ringen | Graues Symbol für Silbermedaillen mit stilisierten Olympischen Ringen | Braundes Symbol für Bronzemedaillen mit stilisierten Olympischen Ringen |
| ------------------------------------------------------------------- | --------------------------------------------------------------------- | ----------------------------------------------------------------------- |
| —                                                                   | —                                                                     | —                                                                       |

Venezuela nahm an den Olympischen Sommerspielen 1988 in Seoul, Südkorea, mit einer Delegation von 17 Sportlern (15 Männer und zwei Frauen) teil.

## Teilnehmer nach Sportarten

### Boxen
- Marcelino Bolívar
Halbfliegengewicht: 17. Platz

- David Grimán
Fliegengewicht: 33. Platz

- Abraham Torres
Bantamgewicht: 9. Platz

- Omar Catarí
Federgewicht: 9. Platz

- José Pérez
Leichtgewicht: 17. Platz

- José García
Weltergewicht: 17. Platz

### Gewichtheben
- Humberto Fuentes
Fliegengewicht: 10. Platz

### Judo
- Kilmar Campos
Halbmittelgewicht: 20. Platz

- Charles Griffith
Mittelgewicht: 13. Platz

### Radsport
- Leonardo Sierra
Straßenrennen, Einzel: 83. Platz

- Enrique Campos
Straßenrennen, Einzel: DNF

- Ali Parra
Straßenrennen, Einzel: DNF

- Alexis Méndez
Punkterennen: 13. Platz

### Reiten
- Alberto Carmona
Springreiten, Einzel: 59. Platz in der Qualifikation

### Synchronschwimmen
- María Elena Giusti
Einzel: 13. Platz

### Tischtennis
- Francisco López
Einzel: 57. Platz

- Elizabeth Popper
Frauen, Einzel: 33. Platz